# Krémer Sándor

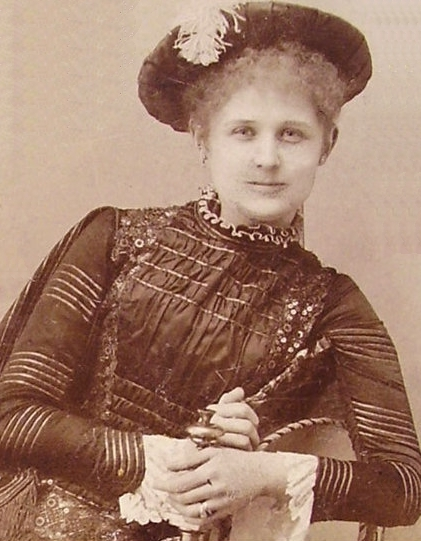
Második felesége, Bermann Irma

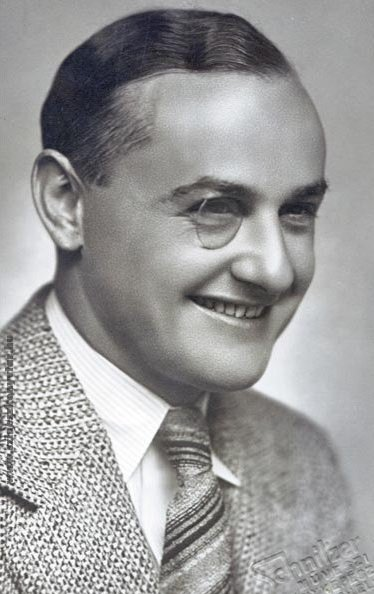
Fia, Krémer Ferenc

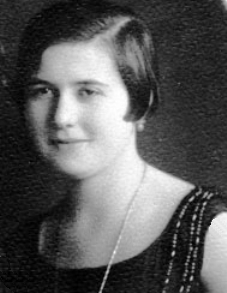
Leánya, Krémer Manci

Krémer Sándor (Kolozsvár, 1859. május 6. – Gyula, 1918. augusztus 13.) magyar színész, színigazgató, rendező.

## Élete
Édesapja Krémer Ferenc kolozsvári férfiszabó, édesanyja Válé Karolina (1853. október 20-án házasodtak Kolozsváron). Tizenegyen voltak testvérek, ebből hárman választották a színészetet. Sándor, Jenő és Gizella. Krémer Sándor 1859. május 6-án született, május 31-én keresztelték. Keresztszülei Biasini Domokos és neje, Kovács Karolina. Tanulmányait Kolozsváron végezte. Ezt követően a Színészeti Tanodában 1878-ban kapott oklevelet. Krémer a színészi pályája első éveiben gyakran változtatta a színtársulatokat. 1878 októberében Veres Lászlónál lett színész, 1880-ban Hubay Gusztáv, majd Kőszeghy Endre, 1881-ben pedig Tóth Béla társulatában játszott. Ezt követően előbb Lászy Vilmosnál, 1882-ben Saághy Zsigmondnál, 1890-ben pedig Veszprémi Jenő társulatában szerepelt Besztercebányán. 1891-ben Aradi Gerő és Saághy Zsigmond társulatának tagja volt. 1892. január 14-én Kömley társulatával felavatták a Voyta Adolf tervei alapján készült új, második, kőszínházat Szatmárnémetiben. Ennek a színházavató társulatnak tagja volt Krémer Sándor is. Itt partnerei voltak Benedek Gyula, Miklósy Ilona, Feleky Miklós és Maróthy Margit. Bemutatkozása alkalmával alig egy hónapot töltött Krémer a szatmárnémeti új színházban. Az 1892/1893, 1893/1894 évadban visszajött Szatmárnémetibe, ahol elsősorban prózai darabokban lépett fel, de már 1885-től rendezőként is alkalmazták. 1893/1894-ben Kömley Gyula igazgató megbízottá léptette elő. Ekkor kezdete elsajátítani a színtársulat vezetésének fortélyait. Színészi egyéniségének kialakulásá óta főként Szatmárnémetiben és Székesfehérváron működött, igazgatóként Szatmárnémeti mellett döntött.

## Színigazgatóként
1901-ben Krémer Sándor önálló társulatot alapított. Az első évad során (1901/1902) a Nagyszőlős, Huszt, Sárospatak, Tasnád, Marosvásárhely színi kerületben működött, majd 1902 és 1908 között a Szatmárnémeti, Eperjes, Beregszász, Nagykároly, Kisvárda színi kerületet igazgatta. Az igazgató nem csak játszott, nem csupán a társulat vezetésével foglalkozott, hanem emellett rendezett is. Az 1905-1906. évadban számtalan operett került műsorra a közönség kívánságának megfelelően, melyben a műfaj legjobbjai szerepeltek. Igazgatóként elhivatottként és kiválóként jellemezhető, társulatának tagjai szeretettel gondoltak rá. Viszonylag ritkán lép színpadra. Harmarosan társulatához kerül az ekkor 26 éves Szabadkay József, aki Szatmárnémeti színháztörténetének neves alakja. 
Ami másnak nem sikerült, azt Krémer Sándor meg tudta Szatmáron cselekedni: beszoktatta a közönséget a színházba.
1908. január elején Krémer Sándor, Pesti Ihász Lajos kerület nélküli, Bihari Ákos (kecskeméti), Heves Béla (erdélyi), Polgár Károly (zombori) színigazgatókkal együtt pályázatot nyújtott be a színügyi bizottságnak a következő színi évadra (1908-1909). Végül február 4-én választották meg a színigazgatót, Krémer Sándor fölényes győzelmet aratott a többi pályázóval szemben. Azonban közgyűlés nem fogadta el a színügyi bizottság döntését és úgy döntött, hogy új pályázatot ír ki, majd a február 15-ei gyűlésen Heves Béla marosvásárhelyi színigazgatónak ítélte a színházat. A szatmári kerület elvesztése nem okozott különösebb problémát, sem szakmailag, sem pedig anyagi vonatkozásban.

Gróf Vass Béla az Erdélyi Színi Kerület elnöke felkérésére elvállalta a színikerületi igazgatását. Ehhez a kerülethez tartozott Dés, Beszterce, valamint Marosvásárhely és környéke. 1909-12 között Krémer Szabadkán, Baján, Szarvason, Mohácson, Kalocsán lett igazgató. Az 1912/1913. évadtól 1916/1917. évadig Ungvár, Munkács, Szentes, Szarvas, Mezőtúr, Zenta, Kisvárda volt a játék-kerülete. 1917/1918-ban megalakította a Békéscsaba - Déva Gyula színi kerületet, ez egyben Krémer utolsó évada is volt. 
Új színtársulat, teljesen új személyzettel jött színkörünkbe, amelynek Krémer Sándor igazgatón kívül egyetlen tagja sem játszott eddig Gyulán.
Amikor társulatával bevonult Gyulára, már hónapok óta súlyos betegség gyötörte. Itt tartózkodása során gyors ütemben fogyott testi ereje, majd 1918. augusztus 13-án elhunyt. Krémer Sándort Gyulán helyezték örök nyugalomra.

## Magánélete
Első felesége Pálfi Nina (Pest, 1864. június 20. – ?) színésznő volt. 
Pálfi Nina barna, magas, karcsú alak, pikáns arccal. A szépek szépe. A szép női formák és idomok megtestesítője, a társulat legszebbje. Sokoldalú művész, de elsősorban vígjátéki szende.
 Egy idő után azonban elváltak.
Feleségül vette Bermann Irma (Besztercebánya, 1869 – Budapest, 1946) színésznőt, akitől négy gyermeke született: Krémer Ferenc (1903), Lajos (1905), Manci (1907) és Sándor. Ferenc és Manci a színészi pályát választotta, míg Lajos gyógyszerész lett. Sándor mérnöki végzettséget szerzett és a Magyar Optikai Művek igazgatója lett.

## Főbb szerepei
- Dankó Pista: Cigányszerelem - Csicsó
- Dobsa Lajos: V. László - Hunyadi László
- Dumas: Clemenceau - Clemenceau, később Pierre
- Feydeau: A férj vadászni jár - Cassagnet
- Feuillet: Egy szegény ifjú története - Odio Maxime
- Herczeg Ferenc: A dolovai nábob lánya - Szentirmai
- Herczeg Ferenc: Gyurkovics lányok - Radványi
- Herczeg Ferenc: Három testőr - Plébános
- Herczeg Ferenc: Ocskay brigadéros - Szörényi
- Jókai Mór: Mór Fekete gyémántok - Berend Ivánt
- Jókai Mór: Aranyember - Tímár
- Jókai Mór: Keresd a szíved - Kossuth
- Karczag Vimos: A lemondás - Boldizsár báró
- Rákosi Jenő: A szerelem iskolája - Anouez
- Rákosi Jenő - Szabados Béla: A bolond - Dirigó
- Sardou: Tosca - Trevilhac
- Shakespeare: Hamlet - Hamlet
- Strauss: Cigány báró - Ottokár
- Szigligeti Ede: II. Rákóczi Ferenc fogsága - Bercsényi
- Tóth Ede: A falu rossza - Feledi Gáspár

## Működési adatai
- 1879: Kolozsvár;
- 1880: Hubay Gusztáv, majd Kőszeghy Endre;
- 1881: Tóth Béla, Lászy Vilmos;
- 1882: Saághy Zsigmond;
- 1883: Farkas, Szilágyi Béla;
- 1885: Szombathely;
- 1890: Veszprémi Jenő;
- 1891: Aradi Gerő; Saághy Zsigmond;
- 1893: Kömley Gyula;
- 1894: Polgár Károly;
- 1895–97: Veszpréminé Ágh Ilona;
- 1898: Fejér Károly, majd Kunhegyi Miklós;
- 1899: Monori Sándor;
- 1899–1900: Szalkai Lajos.

### Igazgatóként
- 1901: Nagyszöllős, Huszt, Tasnád, Sárospatak, Marosvásárhely;
- 1902–1908: Szatmár, Eperjes, Beregszász, Nagykároly, Kisvárda;
- 1908–1912: Szabadka, Baja, Zenta, Szarvas, Mohács, Kalocsa;
- 1913–1917: Ungvár, Munkács, Szentes, Szarvas, Mezőtúr, Zenta, Kisvárda;
- 1918: Nagykőrös és vidéke.